# Хенри Мекајвер
Хенри Мекајвер (енгл. Henry Ronald Douglas MacIver, 1841 - 1907) пореклом амерички Шкот, војник, плаћеник, ратовао за 18 различитих држава широм света.
До своје десете године живео је у Вирџинији, САД, а потом се сели у Единбург код ујака, генерала Доналда Грејама, на школовање.
Васпитаван у војничком духу, са великим утицајем ујака, каријеру је започео са 16 година као заставник у Индији учествујући у побуни Сепоја 1857, међутим био је озбиљно рањен и једва преживео.
Затим одлази у Италију где се бори на страни Гарибалдија и као поручник 30. маја 1860. године учествује у бици код Клатафимија где побеђују напуљског краља. Након неуспелих покушаја да се освоји Рим и истера папска власт, напушта Гарибалдија одлази у Шпанију на позив Дон Карлоса, претендента на престо где кратко учествује у ратовима против Марока.
Од почетка 1861. враћа се у Америку где ратује на страни Конфедерације у Грађанском рату стациониран у Ричмонду, Вирџинија, где је рањен четири пута. После слома Конфедерације 1865. године повлачи се са осталим официрима у Мексико, где служи цару Максимилијану све до његове егзекуције а затим и француском цару Наполеону III коме служи у Египту, где се први пут сусреће са Турцима.
Ратовао је и у Десетогодишњем рату на Куби, у Бразилу и Аргентини. Кад је започет Критски устанак 1869. ратовао је на страни Грка успешно наговарајући египатске Копте да пређу на страну хришћана и напусте турску војску.
Његова борба против Турака довела га је преко Албаније у Црну Гору где је скупљао нове добровољце за рат. У међувремену, придружио се херцеговачком устанку, где је водио своје добровољце по херцеговачким гудурама и стењу ратујући искључиво герилски. Тамо је и ступио у контакт са Петром Мркоњићем, будућем српском краљу. После Херцеговине одлази у Лондон да сакупља добровољце за коњицу која ће по позиву кнеза Милана Обреновића ратовати у новом рату против Турака.
Када се вратио у Београд 1876. године основао је коњичку бригаду која је носила назив Витезови црвеног крста. Његова бригада бројала је хиљаду и петсто пре борби за Моравац, а потом око две хиљаде коњаника. Највише се истакао у борбама око Тимока и Мораве, где је водио српско-руске коњанике у биткама око Алексинца од 28. до 30. септембра.
Српски министар војни Блазнавац доделио му је Таковски крст са допуштењем руског генерала Черњајева, под чијом је командом био стациониран код Делиграда. Од Руса је добио Златну медаљу за храброст.
Хенрију је војевање у Србији било најуспешније и ту је остварио највиши војни чин као бригадни генерал. Био је миљеник у ројалистичким круговима у Србији, Румунији и Грчкој, али исто тако поштовао га је и народ.
Иако немирног духа генерал Мекајвер није подносио мирна времена, те је напустио Србију 1878. Наставио је војевања по свету, поново на Куби и у Шпанији, као и у британској инвазији Нове Гвинеје.
Под старе дане Мекајвер је живео на релацији Вирџинија – Енглеска, продајући морске плодове уз помоћ сина и кћери.
Њујорчанин Ричард Хардинг Дејвис га је 1906. године уврстио у шест највећих плаћеника свих времена написавши књигу „Шесторица који су се усудили: Животи шесторице највећих плаћеника“.